# Antiche unità di misura del circondario di Catania
Sono qui riportate le conversioni tra le antiche unità di misura in uso nel circondario di Catania e il sistema metrico decimale, così come stabilite ufficialmente nel 1877; non si riportano le unità di misura e di peso stabilite con la riforma del 1809, rese uniformi nell'intero Regno di Sicilia.
Nonostante l'apparente precisione nelle tavole, in molti casi è necessario considerare che i campioni utilizzati erano di fattura approssimativa o discordanti tra loro.

## Misure di lunghezza
Nel 1877 sono indicate in uso solo le unità ufficiali del 1809.

## Misure di superficie
Nel 1877, oltre alle unità ufficiali del 1809, sono indicate in uso alcune misure abusive.
| Comuni | Denominazione | Valore   | Unità |
| --- | ------------- | -------- | ----- |
| Catania, Gravina di Catania, Mascalucia, Misterbianco, Nicolosi, Pedara, S. Gregorio di Catania, S. Giovanni di Galermo, Vialgrande, S. Giovanni la Punta, Tremestieri, S. Agata Battiati, Trecastagni, Zafferana Etnea                                                      | Salma         | 17148,71 | m²    |
| Catania, Gravina di Catania, Mascalucia, Misterbianco, Nicolosi, Pedara, S. Gregorio di Catania, S. Giovanni di Galermo, Vialgrande, S. Giovanni la Punta, Tremestieri, S. Agata Battiati, Trecastagni, Zafferana Etnea                                                      | Tomolo        | 1071,79  | m²    |
| Catania, Adernò, Belpasso, Biancavilla, Camporotondo Etneo, Misterbianco, Motta Sant'Anastasia, Nicolosi, Paternò, S. Giovanni la Punta, Pedara, San Gregorio di Catania, S. Pietro Clarenza, Sant'Agata Battiati, Santa Maria di Licodia, Scordia, Trecastagni, Tremestieri | Salma         | 34297,43 | m²    |
| Catania, Adernò, Belpasso, Biancavilla, Camporotondo Etneo, Misterbianco, Motta Sant'Anastasia, Nicolosi, Paternò, S. Giovanni la Punta, Pedara, San Gregorio di Catania, S. Pietro Clarenza, Sant'Agata Battiati, Santa Maria di Licodia, Scordia, Trecastagni, Tremestieri | Tomolo        | 2143,59  | m²    |
| Bronte | Salma         | 32421,79 | m²    |
| Bronte | Tomolo        | 2026,36  | m²    |
| Maletto | Salma         | 33835,43 | m²    |
| Maletto | Tomolo        | 2114,71  | m²    |
| Viagrande | Salma         | 52517,94 | m²    |
| Viagrande | Tomolo        | 3282,37  | m²    |

La salma abusiva si divide in 16 tomoli.
Il tomolo della salma di Catania eguale ad ettari 1,714871 ha per lato la corda di canne 16 abolite di Palermo.
Il tomolo della salma di Catania eguale ad ettari 3,429743 è di 512 canne quadrare abolite di Palermo.
Il tomolo di Bronte ha per lato la corda di canne 22 abolite di Palermo.
Il tomolo di Muletto ha per lato la corda di canne 22 abolite di Messina.
Il tomolo di Viagrande, la corda di canne 28 abolite di Palermo.

## Misure di volume
Nel 1877 sono indicate in uso solo le unità ufficiali del 1809.

## Misure di capacità per gli aridi
Nel 1877, oltre alle unità ufficiali del 1809, sono indicate in uso alcune misure abusive.
| Comuni         | Denominazione                                                                                                | Valore   | Unità |
| -------------- | --- | -------- | ----- |
| Tutti i comuni | Salma per orzi, legumi e frutte secche                                                                       | 343,8611 | L     |
| Catania        | Salma per fave e ceci                                                                                        | 365,3524 | L     |
| Catania        | Salma per fagioli, linosa, lapine, mandorle, noci, nocelle, pistacchi, scagliola, seme di canapa e di senape | 386,8437 | L     |
| Mascalucia     | Salma per calce                                                                                              | 171,9305 | L     |
| Mascalucia     | Salma per gesso                                                                                              | 322,3697 | L     |

La salma per frumenti ed orzi usata in tutti i comuni del circondario è di 20 tomoli rasi.
La salma per fave e ceci di Catania è di tomoli rasi 21 1/4.
La salma per fagioli ecc. di Catania è di tomoli rasi 22 1/2.
La salma per calce di Mascalucia è di 10 tomoli rasi.
La salma per gesso di Mascalucia è di tomoli rasi 18 3/4.

## Misure di capacità per i liquidi
Nel 1877, oltre alle unità ufficiali del 1809, sono indicate in uso alcune misure abusive.
| Comuni | Denominazione   | Valore   | Unità |
| --- | --------------- | -------- | ----- |
| Catania, Camporotondo Etneo, Belpasso, Gravina di Catania, Mascalucia, Misterbianco, Motta S. Anastasia, Nicolosi, Paternò, S. Giovanni la Punta, Pedara, S. Giovanni di Galermo, San Gregorio di Catania, S. Agata Battiati, S. Maria di Licodia, Viagrande, S. Pietro Clarenza, Trecastagni, Tremestieri, Zafferana Etnea | Salma per mosto | 85,9653  | L     |
| Catania, Camporotondo Etneo, Belpasso, Gravina di Catania, Mascalucia, Misterbianco, Motta S. Anastasia, Nicolosi, Paternò, S. Giovanni la Punta, Pedara, S. Giovanni di Galermo, San Gregorio di Catania, S. Agata Battiati, S. Maria di Licodia, Viagrande, S. Pietro Clarenza, Trecastagni, Tremestieri, Zafferana Etnea | Salma per vino  | 68,7722  | L     |
| Adernò | Calata di mosto | 309,4750 | L     |
| Adernò | Salma per vino  | 275,0888 | L     |
| Biancavilla | Salma           | 85,9653  | L     |
| Bronte | Salma per mosto | 180,5271 | L     |
| Bronte | Salma per vino  | 165,0533 | L     |
| Maletto | Salma per mosto | 288,8433 | L     |
| Maletto | Salma per vino  | 275,0888 | L     |
| Scordia | Salma per mosto | 137,5444 | L     |
| Scordia | Salma per vino  | 110,0355 | L     |

La salma per mosto di Catania si divide in 10 quartare, la salma per vino in 8 quartare, la quartara in 10 quartucci legali.
La calata di mosto di Adornò si divide in 3 salme, la salma per mosto in 6 quartare, la salma per vino di Adernò si divide in 16 quartare, la quartara per vino e per mosto in 2 lancelle, la lancella in 10 quartucci legali.
La salma per mosto e la salma per vino di Maletto si dividono in 16 quartare, la quartara per mosto si divide in 21 quartucci legali, la quartara per vino in 20 quartucci legali.
La salma per mosto e la salma per vino di Scordia si dividono in 8 quartare, la quartara per mosto in 20 quartucci legali, la quartara per vino in 16 quartucci legali.
La salma di Biancavilla si divide in 5 quartare, e la quartara è composta di 20 quartucci legali.
La salma per mosto e per vino di Bronte si divide in 16 quartare, la quartara per mosto si compono di quartucci legali 8 3/4, e quella per vino di 8 quartucci legali.
| Comuni | Denominazione                       | Valore    | Unità |
| --- | ----------------------------------- | --------- | ----- |
| Catania, Belpasso, Adernò, Biancavilla, Camporotondo, Gravina di Catania, Maletto, Mascalucia, Misterbianco, Motta S. Anastasia, Nicolosi, Pedara, Scordia, S. Giovanni la Punta, S. Giovanni di Galermo, S. Gregorio di Catania, Viagrande, S. Pietro Clarenza, S. Agata Battiati, S. Maria di Licodia, Trecastagni, Tremestieri, Zafferana Etnea, Paternò | Cafiso di rotoli 20 = 15,868 kg     | 17,193053 | L     |
| Bronte | Cafiso di rotoli 13 1/3 = 10,579 kg | 11,462035 | L     |

## Pesi
Nel 1877, oltre alle unità ufficiali del 1809, sono indicate in uso alcune misure abusive.
| Comuni         | Denominazione            | Valore    | Unità |
| -------------- | ------------------------ | --------- | ----- |
| Tutti i comuni | Rotolo                   | 793,420   | g     |
| Tutti i comuni | Oncia grossa             | 66,118333 | g     |
| Tutti i comuni | Trappeso per gli orefici | 0,881578  | g     |

Nell'uso comune locale si dice peso alla sottile il rotolo diviso in 30 once, e si dice peso alla grossa il rotolo diviso in 12 once.
Cento rotoli fanno il cantaro.
La libbra mercantile si usa pure dai farmacisti.
Gli orefici dividono la libbra in 12 once, l'oncia in 30 trappesi, il trappeso in 30 cocci o denari.

## Territorio
Nel 1874 nel circondario di Catania erano presenti 25 comuni divisi in 12 mandamenti.
- Adernò • Adernò
- Belpasso • Belpasso, Camporotondo Etneo, Nicolosi
- Biancavilla • Biancavilla
- Bronte • Bronte, Maletto
- Catania I • Catania (Duomo)
- Catania II • Catania (San Marco)
- Catania III • Catania (Borgo)
- Mascalucia • Gravina di Catania, Mascalucia, San Giovanni di Galermo, San Giovanni la Punta, San Gregorio di Catania, San Pietro Clarenza, Sant'Agata li Battiati, Tremestieri
- Misterbianco • Misterbianco, Motta Sant'Anastasia
- Paternò • Paternò, Santa Maria di Licodia
- Scordia • Scordia
- Trecastagni • Pedara, Trecastagni, Viagrande, Zafferana Etnea